# Franz Kiwisch von Rotterau
Franz Kiwisch von Rotterau (Klatovy, 30 aprile 1814 – Praga, 24 ottobre 1852) è stato un ginecologo austriaco.

## Biografia
Nacque a Klattau in Boemia, conseguì il dottorato di medicina a Praga nel 1837. Dopo la morte di Josef Servas d'Outrepont (1775-1845) nel 1845, fu nominato professore di ginecologia e di ostetricia presso l'Università di Würzburg. Nel 1850 successe Antonín Jan Jungmann (1775-1854) come professore di ginecologia e di ostetricia presso l'Università di Praga. Morì di tubercolosi all'età di 38 anni.
Il suo libro del 1852, Klinische Vorträge, fu un'opera scientifica influente nel campo della ginecologia. Kiwisch fu considerato un ottimo insegnante dai suoi studenti.

## Opere principali
- Conspectus morborum in clinico medico Pragensi primo semestri anni 1839 tractatorum; Doctoral dissertation (1837)
- Beiträge zur Geburtskunde; 2 booklets; (1846 e 1848)
- Klinische Vorträge über specielle Pathologie und Therapie der Krankheiten des weiblichen Geschlechtes (1852)